# Robinson Jeffers
John Robinson Jeffers (Allegheny City, 10 gennaio 1887 – Carmel-by-the-Sea, 20 gennaio 1962) è stato un poeta statunitense.

## Contesto
Molte delle opere di Jeffers sono scritte in forma epica o narrativa, ma lui è anche conosciuto per le sue poesie in versi brevi ed è considerato un'icona del movimento ecologista.
Considerato autorevole in alcuni ambienti, nonostante - o proprio a causa - della sua filosofia "In-Umanista", Jeffers crede che il conflitto trascendentale abbia bisogno della conoscenza e dell'interessamento degli esseri umani, per essere de-enfatizzato in favore dell'immensa totalità.
Questo lo ha portato ad opporsi alla partecipazione degli Stati Uniti d'America nella Seconda Guerra Mondiale, salvo poi assumere una posizione controversa dopo la suddetta entrata.

## Filosofia In-Umanista
Jeffers ha coniato la locuzione philosophy of inhumanism, con la convinzione che l'umanità è troppo egocentrica, troppo incentrata su sé stessa, e quindi troppo indifferente alla «stupefacente bellezza delle cose». La sua poetica è basata sul risentimento contro l'umanità che ha trasformato la Terra in un teatro di sanguinosa violenza
Nella sua opera The Double Axe and Other Poems (trad. it. La bipenne e altre poesie, Guanda, 1969) Jeffers esplica la descrizione dell'In-Umanismo come «un traslamento di enfasi e significato dall'Uomo al non-Uomo; il rifiuto dell'umano solipsismo e il riconoscimento della magnificenza trans-umana [...] Questo modo di pensare e sentire non è né misantropico né pessimista [...] Offre un ragionevole distacco alle norme di comportamento: invece di amore, odio, invidia, ecc. fornisce magnificenza per l'istinto religioso e soddisfa il nostro bisogno di ammirare la grandezza e rallegrarci per la bellezza».

## Nel fumetto
Il fumettista Andrea Pazienza (1956-1988) ha dedicato una sua opera a Jeffers, su suggerimento dell'amico, nonché artista contemporaneo, Moreno Miorelli. L'opera in questione, intitolata Campofame, è la storia dell’uomo che uccise la morte e delle conseguenze di questo atto impossibile. La storia, uscita nel 1987 per la rivista «Comic Art» di Rinaldo Traini, è stata poi ristampata da Edizioni Di nel 2001. Questo volume integrale raccoglie Campofame, i disegni realizzati da Andrea Pazienza per il poema Tre canti di Miorelli e la Testimonianza di quest’ultimo sul suo rapporto con Pazienza.